# المالك (أسماء الله الحسنى)
المالك من أسماء الله الحسنى، ومعناه المتصّرف فِي الْخلق بِالْقضَاءِ وَالتَّدْبِير.

## دليله

### من القرآن
قول الله تعالى: ﴿قُلِ ٱللَّهُمَّ مَـٰلِكَ ٱلۡمُلۡكِ﴾ [آل عمران:26]، وقوله: ﴿مَـٰلِكِ يَوۡمِ ٱلدِّينِ ۝٤﴾ [الفاتحة:4].

### من السنة النبوية
ورد اسم الله المالك في حديث أبي هريرة في إحصاء أسماء الله الحسنى من رواية عبد العزيز بن الحصين، عَنْ أَبِي هُرَيْرَةَ، عَنِ النَّبِيِّ ﷺ، قَالَ: «إِنَّ لِلَّهِ ‌تِسْعَةً ‌وَتِسْعِينَ اسْمًا مَنْ أَحْصَاهَا دَخَلَ الْجَنَّةَ: اللَّهُ، الرَّحْمَنُ، الرَّحِيمُ، الْإِلَهُ، الرَّبُّ، الْمَلِكُ، الْقُدُّوسُ، السَّلَامُ، الْمُؤْمِنُ، الْمُهَيْمِنُ، الْعَزِيزُ، الْجَبَّارُ، الْمُتَكَبِّرُ، الْخَالِقُ، الْبَارِئُ، الْمُصَوِّرُ، الْحَلِيمُ، الْعَلِيمُ، السَّمِيعُ، الْبَصِيرُ، الْحَيُّ، الْقَيُّومُ، الْوَاسِعُ، اللَّطِيفُ، الْخَبِيرُ، الْحَنَّانُ، الْمَنَّانُ، الْبَدِيعُ، الْوَدُودُ، الْغَفُورُ، الشَّكُورُ، الْمَجِيدُ، الْمُبْدِئُ، الْمُعِيدُ، النُّورُ، الْأَوَّلُ، الْآخِرُ، الظَّاهِرُ، الْبَاطِنُ، الْغَفَّارُ، الْوَهَّابُ، الْقَادِرُ، الْأَحَدُ، الصَّمَدُ، الْكَافِي، الْبَاقِي، الْوَكِيلُ، الْمَجِيدُ، الْمُغِيثُ، الدَّائِمُ، الْمُتَعَالِ، ذُو الْجَلَالِ وَالْإِكْرَامِ، الْمَوْلَى، النَّصِيرُ، الْحَقُّ، الْمُبِينُ، الْبَاعِثُ، الْمُجِيبُ، الْمُحْيِي، الْمُمِيتُ، الْجَمِيلُ، الصَّادِقُ، الْحَفِيظُ، الْكَبِيرُ، الْقَرِيبُ، الرَّقِيبُ، الْفَتَّاحُ، التَّوَّابُ، الْقَدِيمُ، الْوِتْرُ، الْفَاطِرُ، الرَّزَّاقُ، الْعَلَّامُ، الْعَلِيُّ، الْعَظِيمُ، الْغَنِيُّ، الْمَلِيكُ، الْمُقْتَدِرُ، الْأَكْرَمُ، الرَّءُوفُ، الْمُدَبِّرُ، ‌الْمَالِكُ، الْقَدِيرُ، الْهَادِي، الشَّاكِرُ، الرَّفِيعُ، الشَّهِيدُ، الْوَاحِدُ، ذُو الطَّوْلِ، ذُو الْمَعَارِجِ، ذُو الْفَضْلِ، الْخَلَّاقُ، الْكَفِيلُ، الْجَلِيلُ، الْكَرِيمُ».
رواه الحاكم في مستدركه وقال: هَذَا حَدِيثٌ مَحْفُوظٌ مِنْ حَدِيثِ أَيُّوبَ وَهِشَامٍ، عَنْ مُحَمَّدِ بْنِ سِيرِينَ، عَنْ أَبِي هُرَيْرَةَ مُخْتَصَرًا دُونَ ذِكْرِ الْأَسَامِي الزَّائِدَةِ فِيهَا، كُلُّهَا فِي الْقُرْآنِ، وَعَبْدُ الْعَزِيزِ بْنُ الْحُصَيْنِ بْنِ التَّرْجُمَانِ ثِقَةٌ، وَإِنْ لَمْ يُخَرِّجَاهُ.
وتعقبه الذهبي بقوله: بل ضعفوه.
وتعقبه ابن الملقن قائلًا: قلت: إِنَّمَا لم يخرجَا لَهُ؛ لِأَنَّهُمَا جرحاه، قَالَ مُسلم فِيهِ: ذَاهِب الحَدِيث. وَقَالَ البُخَارِيّ: لَيْسَ بِالْقَوِيّ. وَقَالَ: مَتْرُوك الحَدِيث. وَضَعفه عَلّي وَيَحْيَى، وَقَالَ يَحْيَى مرّة: لَا يُسَاوِي حَدِيثه شَيْئا لَيْسَ بِشَيْء. وَقَالَ ابْن حبَان: يروي المقلوبات عَن الْأَثْبَات والموضوعات عَن الثِّقَات؛ فَلَا يجوز الِاحْتِجَاج بِهِ. وَلم أر أحدا وَثَّقَهُ، لَا جرم قَالَ الْبَيْهَقِيّ - بعد إِخْرَاجه من هَذِه الطَّرِيق -: تفرد بِهَذِهِ الرِّوَايَة عبد الْعَزِيز هَذَا، وَهُوَ ضَعِيف عِنْد أهل النَّقْل، ضعفه يَحْيَى بن معِين وَالْبُخَارِيّ، وَيحْتَمل أَن يكون التَّفْسِير وَقع من بعض الروَاة، وَكَذَلِكَ فِي حَدِيث الْوَلِيد بن مُسلم، وَلِهَذَا الِاحْتِمَال ترك البخاري ومسلم إِخْرَاج حَدِيث الْوَلِيد فِي الصَّحِيح؛ فَإِن كَانَ مَحْفُوظًا عَن رَسُول الله فَكَأَنَّهُ قصد أَن من أحصى من أَسمَاء الله تِسْعَة وَتِسْعين اسْما دخل الْجنَّة، أحصاها من حَدِيث الْوَلِيد بن مُسلم أَو من عبد الْعَزِيز أَو من سَائِر مَا دلّ عَلَيْهِ الْكتاب وَالسّنة. وَقَالَ القَاضِي أَبُو بكر بن الْعَرَبِيّ: هَذِه الْأَسْمَاء رويت مَعْدُودَة فِي الحَدِيث نَفسه عَن أبي هُرَيْرَة من طَرِيق ابْن سِيرِين بِزِيَادَة وَنقص. رَوَاهُ عَنهُ أَيُّوب وَهِشَام، رَوَاهُ عَنْهُمَا عبد الْعَزِيز بن الْحصين وَلَيْسَ بِالْقَوِيّ عِنْد أهل الحَدِيث وَشُعَيْب بن أبي حَمْزَة - وَإِن كَانَ عِنْدهم مَأْمُونا - لَكِن لَا يعلم هَل تَفْسِير هَذِه الْأَسْمَاء فِي الحَدِيث هَل هِيَ من قَول الرَّاوِي أَو من قَول رَسُول الله ﷺ؟ والظواهر أَنَّهَا من قَول الرَّاوِي؛ لوَجْهَيْنِ:
أَحدهمَا: أَن أَصْحَاب الحَدِيث لم يذكروها. وَالثَّانِي: أَن فِيهَا تَفْسِيرا بِزِيَادَة ونقصان، وَذَلِكَ لَا يَلِيق بالمرتبة الْعليا النَّبَوِيَّة، قَالَ الإقليسي: عبد الْعَزِيز هَذَا لَيْسَ بِالْقَوِيّ فِي الحَدِيث، وَأولَى الرِّوَايَات بالتعويل مَا رَوَاهُ التِّرْمِذِيّ؛ فَإِنَّهُ حكم بهَا أصح. وَكَذَا أخرجه ابْن خُزَيْمَة فِي «صَحِيحه» سَوَاء وباقيها مُضْطَرب.
وتعقبه الحافظ ابن حجر العسقلاني فقال: بَلْ مُتَّفَقٌ عَلَى ضَعْفِهِ، وَهَّاهُ الْبُخَارِيُّ وَمُسْلِمٌ وَابْنُ مَعِينٍ، وَقَالَ الْبَيْهَقِيُّ: ضَعِيفٌ عِنْدَ أَهْلِ النَّقْلِ، قَالَ الْبَيْهَقِيُّ: وَيَحْتَمِلُ أَنْ يَكُونَ التَّفْسِيرُ وَقَعَ مِنْ بَعْضِ الرُّوَاةِ؛ وَلِهَذَا الِاحْتِمَالُ تَرَكَ الشَّيْخَانِ إخْرَاجَ حَدِيثِ الْوَلِيدِ فِي الصَّحِيحِ.
وضعفه أيضًا الحافظ ابن كثير فقال: والذي عوَّلَ عليه جماعةٌ من الحفّاظ أن سردَ الأسماءِ في هذا الحديثِ مُدْرَجٌ فيهِ.
لذا فزيادة سرد الأسماء منكرة عند هؤلاء الحفاظ، وممن أنكرها أيضًا: الألباني،

## معناه
قال المناوي: «(المالك) المتصرف في المخلوقات بالقضايا والتدبيرات دون احتياج، ولا حجر، ولا مشاركة غير، مع وصف العظمة والجلال، ومن علم أنه الملك الحق الذي ينتهي الآمال إليه جعل همته وقفا عليه، فلم يتوجه في كل أموره إلا إليه».
قال الصنعاني: «المالك: المتصّرف فِي الْخلق بِالْقضَاءِ وَالتَّدْبِير».

## بعض من أثبته من العلماء
1. جعفر الصادق.[10]
2. ابن عيينة.[10]
3. محمد بن إسحاق بن منده(ت395هـ)، قال: «‌‌ومن أسماء الله عز وجل المَلِك ‌والمالك».[11]
4. ابن الوزير(ت 840هـ).[12]
5. أبو عبد الله القرطبي (ت 671ه)، كما نقله عنه ابن حجر العسقلاني.[13]
6. ابن حجر العسقلاني.[14]
7. ابن القيم.[10]
8. عبد الرحمن بن ناصر السعدي.[10]
9. محمد بن خليفة بن علي التميمي.[10]